# Erich Koschik
Erich Koschik (3 gennaio 1913 – 21 luglio 1985) è stato un canoista tedesco.

## Palmarès

### Olimpiadi
- Bronzo a Berlino 1936 nel C1 1000 metri.